# WSU Tanárképző Főiskola
A Washingtoni Állami Egyetem Tanárképző Főiskolája az intézmény pullmani campusán működő, 1907-ben alapított oktatási egység.

## Tanszékek
- Oktatásvezetői és Sportmenedzseri Tanszék
- Kineziológiai és Oktatáspszichológiai Tanszék
- Oktatási és Tanulási Tanszék